# Heptathela hangzhouensis
Heptathela hangzhouensis is een spinnensoort uit de familie Liphistiidae. De soort komt voor in China.